# Nova América da Colina
Nova América da Colina är en kommun i Brasilien.   Den ligger i delstaten Paraná, i den södra delen av landet, 900 km söder om huvudstaden Brasília. Antalet invånare är 3 480.
Omgivningarna runt Nova América da Colina är en mosaik av jordbruksmark och naturlig växtlighet. Runt Nova América da Colina är det ganska glesbefolkat, med 36 invånare per kvadratkilometer.